# Anapausis baueri
Anapausis baueri är en tvåvingeart som beskrevs av Fritz 1983. Anapausis baueri ingår i släktet Anapausis och familjen dyngmyggor. Inga underarter finns listade i Catalogue of Life.